# Вілланова-Соларо
Вілланова-Соларо (італ. Villanova Solaro, п'єм. Vilaneuva Solar) — муніципалітет в Італії, у регіоні П'ємонт,  провінція Кунео.
Вілланова-Соларо розташована на відстані близько 510 км на північний захід від Рима, 39 км на південь від Турина, 39 км на північ від Кунео.
Населення — 772 особи (2014).
Щорічний фестиваль відбувається 15 вересня. Покровитель — Madonna della Noce.

## Демографія
Населення за роками:

Станом на 1 січня 2023 року в муніципалітеті офіційно проживало 59 іноземців з 10 країн, серед них 35 громадян країн Євросоюзу та 1 громадянин України.

## Сусідні муніципалітети
- Моретта
- Мурелло
- Руффія
- Скарнафіджі
- Торре-Сан-Джорджо